# 雷敏
雷敏，女，中華人民共和國政治人物、軍事人物，中共黨員，武警少將。

## 生平
雷敏是中國第一代女特警，歷任第十二届、第十三届全国政协委员兼武警西藏总队副司令员 。